# Distretto di Darganata
Il distretto di Darganata, precedentemente noto come "distretto di Binata", è un distretto del Turkmenistan situato nella provincia di Lebap. Ha per capoluogo la città di Darganata.